# Römershausen (Haina)
Römershausen ist ein Ortsteil der Gemeinde Haina (Kloster) im nordhessischen Landkreis Waldeck-Frankenberg.

## Geographie
Der Ort liegt im Nordwesten des Gemeindegebiets in der Buntstruth, einem Teil des Naturraums Wohratal, am nordöstlichen Rand des Burgwaldes, dessen höchste Erhebung Knebelsrod (443,1 m) sich etwa 2 km westlich des Dorfes befindet. Durchflossen wird das Dorf vom Struthbach, einem 5,1 km langen Zufluss der Schweinfe, die wiederum in die Wohra mündet. Etwa 550 m südöstlich des Dorfs liegt die 1952/53 stillgelegte Knottenmühle unmittelbar westlich des Struthbachs, heute nur noch als Wohnhaus genutzt. 
Durch den Ort verläuft die Landesstraße 3073, die Gemünden mit Frankenberg verbindet.

## Geschichte

### Ortsgeschichte
Die älteste bekannte schriftliche Erwähnung von Römershausen  erfolgte in einer Urkunde des Klosters Haina unter dem Namen Reinbrachteshusen, die im Zeitraum 1197–1200 datiert wird.
Im Jahre 1190 gab es bereits ein Adelsgeschlecht, welches sich nach dem Ort nannte. Um 1200 wird ein Werner von Römershausen als Burgmann auf der Burg Densberg erwähnt.
Ein vor dem Ersten Weltkrieg geplanter und in Teilen schon begonnener Bahnbau und Anschluss an die verlängerte Kellerwaldbahn fand mit dem verlorenen Krieg ihr abruptes Ende.
Hessische Gebietsreform (1970–1977)
Am 31. Dezember 1971 wurde die bis dahin selbstständige Gemeinde Römershausen im Zuge der Gebietsreform in Hessen auf freiwilliger Basis in die Gemeinde Haina/Kloster (damalige Schreibweise) als Ortsteil eingegliedert. Für Römershausen wurde wie für die übrigen Ortsteile von Haina (Kloster) ein Ortsbezirk mit Ortsbeirat und Ortsvorsteher nach der Hessischen Gemeindeordnung eingerichtet.

### Bevölkerung
Einwohnerstruktur 2011
Nach den Erhebungen des Zensus 2011 lebten am Stichtag dem 9. Mai 2011 in Römershausen 111 Einwohner. Darunter waren keine Ausländer.
Nach dem Lebensalter waren 21 Einwohner unter 18 Jahren, 48 waren zwischen 18 und 49, 21 zwischen 50 und 64 und 21 Einwohner waren älter.
Die Einwohner lebten in 48 Haushalten. Davon waren 21 Singlehaushalte, 6 Paare ohne Kinder und 21 Paare mit Kindern, sowie 3 Alleinerziehende und keine Wohngemeinschaften. In 12 Haushalten lebten ausschließlich Senioren und in 30 Haushaltungen leben keine Senioren.
Einwohnerentwicklung
 Quelle: Historisches Ortslexikon
- 1502: 06 wehrhafte, 4 unwehrhafte Männer
- 1577: 13 Hausgesesse
- 1747: 14 Haushaltungen

| Römershausen: Einwohnerzahlen von 1834 bis 2019 | Römershausen: Einwohnerzahlen von 1834 bis 2019 | Römershausen: Einwohnerzahlen von 1834 bis 2019 | Römershausen: Einwohnerzahlen von 1834 bis 2019 | Römershausen: Einwohnerzahlen von 1834 bis 2019 |
| --- | ----------------------------------------------- | ----------------------------------------------- | ----------------------------------------------- | ----------------------------------------------- |
| Jahr |                                                 |                                                 |                                                 | Einwohner                                       |
| 1834 | 1834                                            |                                                 | 172                                             | 172                                             |
| 1840 | 1840                                            |                                                 | 191                                             | 191                                             |
| 1846 | 1846                                            |                                                 | 174                                             | 174                                             |
| 1852 | 1852                                            |                                                 | 172                                             | 172                                             |
| 1858 | 1858                                            |                                                 | 161                                             | 161                                             |
| 1864 | 1864                                            |                                                 | 169                                             | 169                                             |
| 1871 | 1871                                            |                                                 | 176                                             | 176                                             |
| 1875 | 1875                                            |                                                 | 153                                             | 153                                             |
| 1885 | 1885                                            |                                                 | 139                                             | 139                                             |
| 1895 | 1895                                            |                                                 | 143                                             | 143                                             |
| 1905 | 1905                                            |                                                 | 151                                             | 151                                             |
| 1910 | 1910                                            |                                                 | 145                                             | 145                                             |
| 1925 | 1925                                            |                                                 | 146                                             | 146                                             |
| 1939 | 1939                                            |                                                 | 128                                             | 128                                             |
| 1946 | 1946                                            |                                                 | 186                                             | 186                                             |
| 1950 | 1950                                            |                                                 | 199                                             | 199                                             |
| 1956 | 1956                                            |                                                 | 152                                             | 152                                             |
| 1961 | 1961                                            |                                                 | 132                                             | 132                                             |
| 1967 | 1967                                            |                                                 | 130                                             | 130                                             |
| 1980 | 1980                                            |                                                 | ?                                               | ?                                               |
| 1990 | 1990                                            |                                                 | ?                                               | ?                                               |
| 2000 | 2000                                            |                                                 | ?                                               | ?                                               |
| 2011 | 2011                                            |                                                 | 111                                             | 111                                             |
| 2019 | 2019                                            |                                                 | 96                                              | 96                                              |
| Datenquelle: Historisches Gemeindeverzeichnis für Hessen: Die Bevölkerung der Gemeinden 1834 bis 1967. Wiesbaden: Hessisches Statistisches Landesamt, 1968. Weitere Quellen: LAGIS; Gemeinde Haina (Kloster):; Zensus 2011 |                                                 |                                                 |                                                 |                                                 |

Religionszugehörigkeit
| • 1895: | 139 evangelische (= 100 %) Einwohner                                |
| • 1961: | 124 evangelische (= 93,94 %), zwei katholische (= 1,57 %) Einwohner |